# لاورنس باس بکینگ
لاورنس گرهارد مارتینوس باس بکینگ (هلندی: Lourens Gerhard Marinus Baas Becking؛ ۴ ژانویهٔ ۱۸۹۵ – ۶ ژانویهٔ ۱۹۶۳) یک گیاه‌شناس، میکروب‌شناس و استاد دانشگاه اهل پادشاهی هلند بود.
امروزه او را به سبب «نظریهٔ باس-بکینگ» می‌شناسند که می‌گوید «همه‌چیز، در همه‌جا یافت می‌شود، اما این محیط زیست است که "انتخاب" می‌کند.»